# The Incredibles: Rise of the Underminer
«Суперсемейка: Подземная битва» (англ. The Incredibles: Rise of the Underminer; буквально «Исключительные: Восстание Подрывашкера») — компьютерная игра в жанре приключенческого боевика, представляющая собой альтернативный сиквел мультфильма «Суперсемейка». В качестве протагонистов в ней выступают Мистер Исключительный и Фреон, сражающиеся с легионом роботов-приспешников суперзлодея Подрывашкера. В игре присутствуют и все остальные члены Суперсемейки — однако в качестве неигровых персонажей. Для видеоигры Джон Ратценбергер вернулся к роли Подрывашкера, в то время как мистер Исключительный и Фреон озвучиваются другими актёрами.
Спустя более десяти лет после выхода этой игры Подрывашкер появился в фильме «Суперсемейка 2» как второстепенный антагонист, сводя таким образом игровые события к неканону.

## Сюжет
Игра начинается прямо с финала мультфильма, где Подрывашкер (англ. Underminer, в игре назван Землекопом), пробуривая поверхность, выбирается из-под земли и заявляет о своём намерении захватить мир. Суперсемейка (англ. The Incredibles) собирается сразиться с ним, когда прибывает Фреон (англ. Frozone). Мистер Исключительный (англ. Mr. Incredible) командует своей семье сдерживать приспешников Подрывашкера, пока они с Фреоном займутся им самим. Как только двое доходят до машины суперзлодея, тот спешно ускользает обратно в подземелье. Мистер Исключительный и Фреон отправляются за ним в преследование. Они находят компьютер, на котором содержатся планы Подрывашкера, и узнают, что тот создал устройство «Магнизатор» (англ. Magnomizer), с помощью которого намерен вывернуть наизнанку земную кору и выпустить в небо ужасные загрязнения для того, чтобы обратить поверхность в искусственное подземелье.
Мистер Исключительный и Фреон отправляются к Шламстанции (англ. Sludge Station), где и расположился Магнизатор. Расправившись с охранником Магнизатора (англ. Magnomizer Guardian), супергерои достигают крыши устройства и уничтожают Магнизатор. По мере того, как всё здание с этой машиной начинает обрушиваться, мистер Исключительный и Фреон спасаются, воспользовавшись гигантской дрелью, которой проделывают глубокую яму по мере движения вниз. Подрывашкер, узнав, что мистер Исключительный и Фреон уничтожили Магнизатор, активирует своего самого мощного робота «Крастодиан» (англ. Crustodian). Подрывашкин начинает следовать плану «Б», согласно которому для завоевания мира следует создать 100 гигантских Гильгенботов (англ. Gilgenbots). Мистер Исключительный и Фреон пробиваются к Крастодиану, по пути уничтожая трёх Гильгенботов. Крастодиан решает скрыть свою неудачу, уничтожив 96 оставшихся Гильгенботов. После победы над Крастодианом, который спасается бегством, мистер Исключительный и Фреон спускаются на лифте к подводному заводу, изначально обеспечивавшему энергией Магнизатор, а ныне заряжающему Корруптератор (англ. Corrupterator) — гигантскую машину, способствующую дальнейшим целям Подрывашкера по захвату мира.
Мистер Исключительный и Фреон встречают дружественно настроенного робота по имени Даг (англ. Dug), который соглашается помочь им спасти группу учёных, оказавшихся в заточении Корруптератора. Даг повреждает Корруптератор и открывает лифт, на котором мистер Исключительный и Фреон отправляются к учёным. Они спасают заложников и противостоят Подрывашкеру, но тот убегает в последнем оставшемся Гильгенботе. Мистер Исключительный и Фреон возвращаются на лифте на поверхность. Они дают бой и уничтожают Гильгенбота, в итоге Подрывашкер погибает во взрыве. Мистер Исключительный и Фреон убегают из зоны поражения, и тут прибывают остальные члены Суперсемейки, чтобы отпраздновать очередное спасение мира.

## Отзывы
| Сводный рейтинг           | Сводный рейтинг | Сводный рейтинг | Сводный рейтинг | Сводный рейтинг | Сводный рейтинг | Сводный рейтинг |
| Издание                   | Оценка          | Оценка          | Оценка          | Оценка          | Оценка          | Оценка          |
| Издание                   | DS              | GBA             | GC              | PC              | PS2             | Xbox            |
| ------------------------- | --------------- | --------------- | --------------- | --------------- | --------------- | --------------- |
| GameRankings              | 54,90 %         | 54 %            | 70 %            | 69 %            | 59,00 %         | 65,20 %         |
| Metacritic                | 54/100          | 54/100          | 67/100          | 65/100          | 60/100          | 63/100          |
| Иноязычные издания        |                 |                 |                 |                 |                 |                 |
| Издание                   | Оценка          | Оценка          | Оценка          | Оценка          | Оценка          | Оценка          |
| Издание                   | DS              | GBA             | GC              | PC              | PS2             | Xbox            |
| Eurogamer                 | N/A             | N/A             | N/A             | N/A             | 6/10            | N/A             |
| Famitsu                   | 23/40           | 19/40           | 27/40           | N/A             | 27/40           | N/A             |
| GameZone                  | 6/10            | N/A             | N/A             | N/A             | N/A             | N/A             |
| IGN                       | 6,3/10          | N/A             | 6/10            | 6/10            | 6/10            | 6/10            |
| Nintendo Power            | 5,5/10          | N/A             | 7,5/10          | N/A             | N/A             | N/A             |
| OPM                       | N/A             | N/A             | N/A             | N/A             | [ 21 ]          | N/A             |
| PALGN                     | N/A             | N/A             | N/A             | N/A             | 4/10            | N/A             |
| PC Gamer (UK)             | N/A             | N/A             | N/A             | 66 %            | N/A             | N/A             |
| TeamXbox                  | N/A             | N/A             | N/A             | N/A             | N/A             | 7,2/10          |
| The Sydney Morning Herald | N/A             | N/A             | N/A             | N/A             | [ 25 ]          | N/A             |
| Official Xbox Magazine UK | N/A             | N/A             | N/A             | N/A             | N/A             | 5/10            |

Игра получила «смешанные или средние отзывы» на всех платформах, согласно сайту Metacritic, который устанавливает нормированные рейтинги от 0 до 100 на основе усреднённого показателя оценки продукта в рецензиях. В Японии журнал Famitsu дал игре рейтинг в три семёрки и одну шестёрку для версий на GameCube и PlayStation 2; одну семёрку, одну шестёрку и две пятёрки — для версии на DS; и одну шестёрку, одну пятёрку и две четвёрки — для версии на Game Boy Advance.